# Sede da Televisão Central da China
A sede da Televisão Central da China é um arranha-céu de 234 metros e 44 andares no centro financeiro de Pequim, na República Popular da China, e serve como sede da Televisão Central da China. A pedra fundamental foi lançada em 1 de junho e a fachada do prédio foi concluída em 1 de janeiro de 2008. Rem Koolhaas e Ole Scheeren da OMA foram os arquitetos responsáveis pela construção, enquanto a empresa Arup elaborou o complexo projeto de engenharia.
O edifício principal não é uma torre tradicional, mas um ciclo de seis seções horizontais e verticais que cobrem 473.000 metros de espaço, criando uma grade irregular na fachada do edifício, com um centro aberto. A construção do edifício é considerada um desafio estrutural, especialmente porque está numa zona sísmica.